# Nana (manga)
Nana (jap. ナナ) – manga autorstwa Ai Yazawy, publikowana na łamach magazynu „Cookie” wydawnictwa Shūeisha od maja 2000. Polski przekład ukazuje się nakładem wydawnictwa Kotori. 
Na podstawie mangi powstały dwa filmy live action, wydane odpowiednio w 2005 oraz 2006 roku, oraz serial anime wyprodukowany przez studio Madhouse, który emitowano od kwietnia 2006 do marca 2007. 
Wydawanie mangi zostało przerwane przez autorkę w czerwcu 2009 ze względów zdrowotnych. 

## Fabuła
Główny wątek skupia się wokół dwóch dwudziestoletnich dziewczyn, które mieszkają razem w Tokio (obie noszą imię Nana). Nana Osaki jest wokalistką punkowego zespołu Black Stones (BLAST), natomiast Nana Komatsu (pseudonim Hachi) to dziewczyna bardzo uczuciowa, delikatna, ale też beztroska, która przybywa do Tokio, by w końcu się usamodzielnić. Przydomek Hachi otrzymała w nawiązaniu do słynnego psa Hachikō, ponieważ ma słabą wolę i cechy charakterystyczne przypominające szczeniaka. Ponadto jest to nawiązanie do żartu słownego – „nana” oznacza po japońsku „siedem”, a hachi – „osiem”.
Po raz pierwszy obie dziewczyny spotkają się przypadkowo w pociągu, kiedy jadą do Tokio. W wyniku zbiegu okoliczności wynajęły razem mieszkanie o numerze 707 (istotna jest tutaj gra słów, ponieważ nana oznacza po japońsku „siedem”). Pomimo wyraźnych różnic w ich charakterach, obie Nany szybko się zaprzyjaźniają. Ich skomplikowane życie osobiste zaczyna jednak rzucać cień na zawiązaną przyjaźń i zmusza obie młode kobiety do trudnych wyborów.

## Bohaterowie
- Nana Osaki (jap. 大崎 ナナ Ōsaki Nana)

Seiyū: Romi Park (głos), Anna Tsuchiya (wokal) 
- Nana Komatsu (jap. 小松 奈々 Komatsu Nana)

Seiyū: Midori Kawana 
- Nobuo Terashima (jap. 寺島 伸夫 Terashima Nobuo)

Seiyū: Tomokazu Seki 
- Shinichi Okazaki (jap. 岡崎 真一 Okazaki Shin’ichi)

Seiyū: Akira Ishida 
- Yasushi Takagi (jap. 高木 泰士 Takagi Yasushi)

Seiyū: Yoshihisa Kawahara 
- Ren Honjo (jap. 本城 蓮 Honjō Ren)

Seiyū: Hidenobu Kiuchi 
- Reira Serizawa (jap. 芹澤 レイラ Serizawa Reira)

Seiyū: Aya Hirano 
- Takumi Ichinose (jap. 一ノ瀬 巧 Ichinose Takumi)

Seiyū: Toshiyuki Morikawa 
- Naoki Fujieda (jap. 藤枝 直樹 Fujieda Naoki)

Seiyū: Anri Katsu 

## Manga
Nana po raz pierwszy pojawiła się w 1999 roku jako one-shot w dwóch pierwszych numerach czasopisma „Cookie”, siostrzanego magazynu „Ribon”. Następnie ukazywała się w „Cookie”, począwszy od numeru z lipca 2000 (opublikowanego 15 maja), kiedy to magazyn wznowił publikację jako miesięcznik. Seria ukazywała się, aż do wydania z lipca 2009 (opublikowanego 26 maja), po czym została zawieszona w czerwcu tego samego roku z powodu choroby Yazawy. Autorka wróciła ze szpitala na początku kwietnia 2010, ale nie określono, kiedy i czy wznowi serię. Wydawnictwo Shūeisha zebrało poszczególne rozdziały mangi w 21 tankōbonach, opublikowanych pod imprintem Ribon Mascot Comics Cookie, między 15 maja 2000 a 13 marca 2009. Ostatnie 4 rozdziały nie zostały wydane w tankōbonie.
2 kwietnia 2023 wydawnictwo Kotori zapowiedziało wydanie mangi w Polsce, natomiast premiera odbyła się 16 czerwca tego samego roku.
| Nr | Język japoński       | Język japoński         | Język polski      | Język polski           |
| Nr | Data wydania         | ISBN                   | Data wydania      | ISBN                   |
| -- | -------------------- | ---------------------- | ----------------- | ---------------------- |
| 1  | 15 maja 2000         | ISBN 4-08-856209-7     | 16 czerwca 2023   | ISBN 978-83-67386-45-6 |
| 2  | 11 grudnia 2000      | ISBN 4-08-856248-8     | 16 czerwca 2023   | ISBN 978-83-67386-45-6 |
| 3  | 15 maja 2001         | ISBN 4-08-856338-7     | 18 sierpnia 2023  | ISBN 978-83-67386-46-3 |
| 4  | 10 grudnia 2001      | ISBN 4-08-856338-7     | 18 sierpnia 2023  | ISBN 978-83-67386-46-3 |
| 5  | 15 maja 2002         | ISBN 4-08-856377-8     | 24 listopada 2023 | ISBN 978-83-67386-47-0 |
| 6  | 13 września 2002     | ISBN 4-08-856406-5     | 24 listopada 2023 | ISBN 978-83-67386-47-0 |
| 7  | 15 października 2002 | ISBN 4-08-856413-8     | 23 lutego 2024    | ISBN 978-83-67386-48-7 |
| 8  | 15 maja 2003         | ISBN 4-08-856464-2     | 23 lutego 2024    | ISBN 978-83-67386-48-7 |
| 9  | 14 listopada 2003    | ISBN 4-08-856506-1     | 24 maja 2024      | ISBN 978-83-67386-91-3 |
| 10 | 15 marca 2004        | ISBN 4-08-856528-2     | 24 maja 2024      | ISBN 978-83-67386-91-3 |
| 11 | 11 sierpnia 2004     | ISBN 4-08-856560-6     | 30 sierpnia 2024  | ISBN 978-83-68051-16-2 |
| 12 | 15 marca 2005        | ISBN 4-08-856599-1     | 30 sierpnia 2024  | ISBN 978-83-68051-16-2 |
| 13 | 12 sierpnia 2005     | ISBN 4-08-856633-5     | 29 listopada 2024 | ISBN 978-83-68051-28-5 |
| 14 | 15 grudnia 2005      | ISBN 4-08-856660-2     | 29 listopada 2024 | ISBN 978-83-68051-28-5 |
| 15 | 15 marca 2006        | ISBN 4-08-856676-9     | 28 lutego 2025    | ISBN 978-83-68051-44-5 |
| 16 | 12 września 2006     | ISBN 4-08-856707-2     | 28 lutego 2025    | ISBN 978-83-68051-44-5 |
| 17 | 15 marca 2007        | ISBN 978-4-08-856734-1 | 30 maja 2025      | ISBN 978-83-68051-63-6 |
| 18 | 14 września 2007     | ISBN 978-4-08-856774-7 | 30 maja 2025      | ISBN 978-83-68051-63-6 |
| 19 | 15 maja 2008         | ISBN 978-4-08-856816-4 | —                 |                        |
| 20 | 12 września 2008     | ISBN 978-4-08-856842-3 | —                 |                        |
| 21 | 13 marca 2009        | ISBN 978-4-08-856876-8 | —                 |                        |

## Filmy live action
Seria doczekała się adaptacji w formie dwóch filmów live action. Pierwszy z nich, Nana, został wydany 3 września 2005. W filmie wystąpili Mika Nakashima jako Nana Osaki, Aoi Miyazaki jako Nana Komatsu, Ryūhei Matsuda jako Ren Honjo, Tetsuji Tamayama jako Takumi Ichinose, Hiroki Narimiya jako Nobuo Terashima i Ken’ichi Matsuyama jako Shinichi Okazaki. Wydanie na nośniki DVD ukazało się 3 marca 2006. Produkcja zarobiła ponad 4 miliardy jenów, pozostając w pierwszej dziesiątce przez kilka tygodni. Kontynuacja, zatytułowana Nana 2, została zapowiedziana zaraz po debiucie pierwszego filmu. Jednak 4 sierpnia 2006 wytwórnia Tōhō oświadczyła, że zdjęcia rozpoczną się w połowie września, a film zostanie wydany 9 grudnia 2006. Jednak Miyazaki, Matsuda i Matsuyama nie powrócili do swoich ról jako Hachi, Ren i Shin, w związku z tym w postacie te wcielili się odpowiednio Yui Ichikawa, Nobuo Kyō i Kanata Hongō. Niektóre lokacje z mangi zostały zmienione na potrzeby filmu, a także wprowadzono wiele różnic fabularnych.

## Anime
Adaptacja w formie telewizyjnego serialu anime została wyprodukowana przez studio Madhouse i wyreżyserowana przez Morio Asakę. Scenariusz napisała Tomoko Konparu, postacie zaprojektował Kunihiko Hamada, a muzykę skomponował Tomoki Hasegawa. Seria była emitowana od 5 kwietnia 2006 do 27 marca 2007 w stacji Nippon TV. W Polsce anime było nadawane na kanale AXN Spin. 

### Ścieżka dźwiękowa
| Odcinki        | Tytuł            | Wykonawcy                                | Źródło   |
| Czołówka       | Czołówka         | Czołówka                                 | Czołówka |
| -------------- | ---------------- | ---------------------------------------- | -------- |
| 1–21           | „rose”           | ANNA inspi’ NANA (BLACK STONES)          | [ 3 ]    |
| 22–36          | „Wish”           | OLIVIA inspi’ REIRA (TRAPNEST)           | [ 3 ]    |
| 37–47          | „Lucy”           | ANNA TSUCHIYA inspi’ NANA (BLACK STONES) | [ 3 ]    |
| Napisy końcowe |                  |                                          |          |
| 1-8, 10–18, 41 | „a little pain”  | OLIVIA inspi’ REIRA (TRAPNEST)           | [ 3 ]    |
| 9              | „rose”           | ANNA inspi’ NANA (BLACK STONES)          | [ 3 ]    |
| 19–29, 42      | „Starless Night” | OLIVIA inspi’ REIRA (TRAPNEST)           | [ 3 ]    |
| 30–40, 47      | „Kuroi namida”   | ANNA TSUCHIYA inspi’ NANA (BLACK STONES) | [ 3 ]    |
| 43–44          | „Winter Sleep”   | OLIVIA inspi’ REIRA (TRAPNEST)           | [ 3 ]    |
| 45–46          | „Stand By Me”    | ANNA TSUCHIYA inspi’ NANA (BLACK STONES) | [ 3 ]    |

## Odbiór
W 2003 roku seria zdobyła 48. nagrodę Shōgakukan Manga w kategorii shōjo, a także była nominowana do 10. Nagrody Kulturalnej im. Osamu Tezuki. W 2007 roku stowarzyszenie Young Adult Library Services Association w Stanach Zjednoczonych umieściło ją na liście „świetnych powieści graficznych dla nastolatków”. W ankiecie przeprowadzonej przez Goo w 2012 roku wśród 1 939 osób, Nana znalazła się wśród ulubionych mang dla kobiet.
Pierwsze 12 tomów mangi sprzedało się łącznie w ponad 22 milionach kopii. Według stanu na wrzesień 2019 seria liczy ponad 50 milionów egzemplarzy w obiegu.